# Ruth Freydank
Ruth Freydank (* 27. Oktober 1935 in Berlin; † 6. April 2024) war eine deutsche Theaterwissenschaftlerin.

## Schule und Ausbildung
Nach Schulabschluss und einer Ausbildung zur Kindergärtnerin sowie anschließender dreijährige Berufstätigkeit in diesem Bereich machte sie das Abitur auf dem zweiten Bildungsweg.
Es folgte eine  einjährige Tätigkeit als Redakteurin in Potsdam. Ihr Studium der Geschichte, Germanistik und Theaterwissenschaft an der Humboldt-Universität zu Berlin schloss Ruth Freydank 1966 mit dem Diplom ab.

## Berufliche Tätigkeiten
Ruth Freydank war wissenschaftliche Mitarbeiterin und Sekretärin der Sektion Literatur-, Theater- und Musikmuseen am Institut für Museumswesen der DDR. Ab 1975 war sie wissenschaftliche Assistentin, dann Leiterin der Abteilung Berliner Theater-, Literatur- und Musikgeschichte am Märkischen Museum Berlin. 1978 folgte eine externe Promotion zum Dr. phil. mit dem Thema „Die soziale Determination kultureller Bedürfnisse – eine Untersuchung zum Verhältnis von Museum und Besucher“. Die Arbeit stand in der DDR auf der Verbotsliste.
Ruth Freydank setzte zahlreiche Ausstellungen, Vorträge und Publikationen vornehmlich zur Berliner Kultur- und Theatergeschichte um. Ihr 1988 erschienenes Hauptwerk ist das Buch „Theater in Berlin. Von den Anfängen bis 1945“ in dem erstmalig die Berliner Theatergeschichte von den Anfängen bis 1945 dargestellt wird.
Ihr besonderes Engagement galt einem Theatermuseum für Berlin. „Der Fall Berliner Theatermuseum“ 2 Bd. 2011 erweckt das ehemalige Berliner Theatermuseum wieder zum Leben.
Von 1992 bis 1997 war sie Vorsitzende  des Vereins Freie Volksbühne Berlin. Sie engagierte sich ferner im Förderverein des Deutschen Theaters und der Kammerspiele, der Fontanegesellschaft, im Fontane-Ensemble  und der Initiative Theatermuseum Berlin.

## Ehrungen
- Ehrenmitgliedschaft bei „Initiative TheaterMuseum Berlin e.V.“

## Werke
- Der Fall Berliner Theatermuseum. Teil I: Geschichte – Bilder – Dokumente; Teil II: Relikte einer ehemaligen Theaterbibliothek – Dokumentation. Berlin: Pro BUSINESS, 2011, ISBN 3-86805-901-6
- Theater als Geschäft. Berlin und seine Privattheater um die Jahrhundertwende. Berlin: Edition Hentrich 1995, ISBN 3-89468-187-X
- Das Rose-Theater. Ein Volkstheater im Berliner Osten 1906–1944. (Deutsche Vergangenheit. Bd. 64). Berlin: Edition Hentrich 1991, 211 S. [Gemeinsam mit Michael Baumgarten], ISBN 3-89468-020-2
- Theater in Berlin. Von den Anfängen bis 1945. Berlin: Hentschel und Argon 1988, ISBN 3-362-00236-6